# Figueira da Foz
Figueira da Foz este un oraș în Districtul Coimbra, Portugalia.